# シュレンヌ
シュレンヌ （Suresnes）は、フランス、イル＝ド＝フランス地域圏、オー＝ド＝セーヌ県の都市。

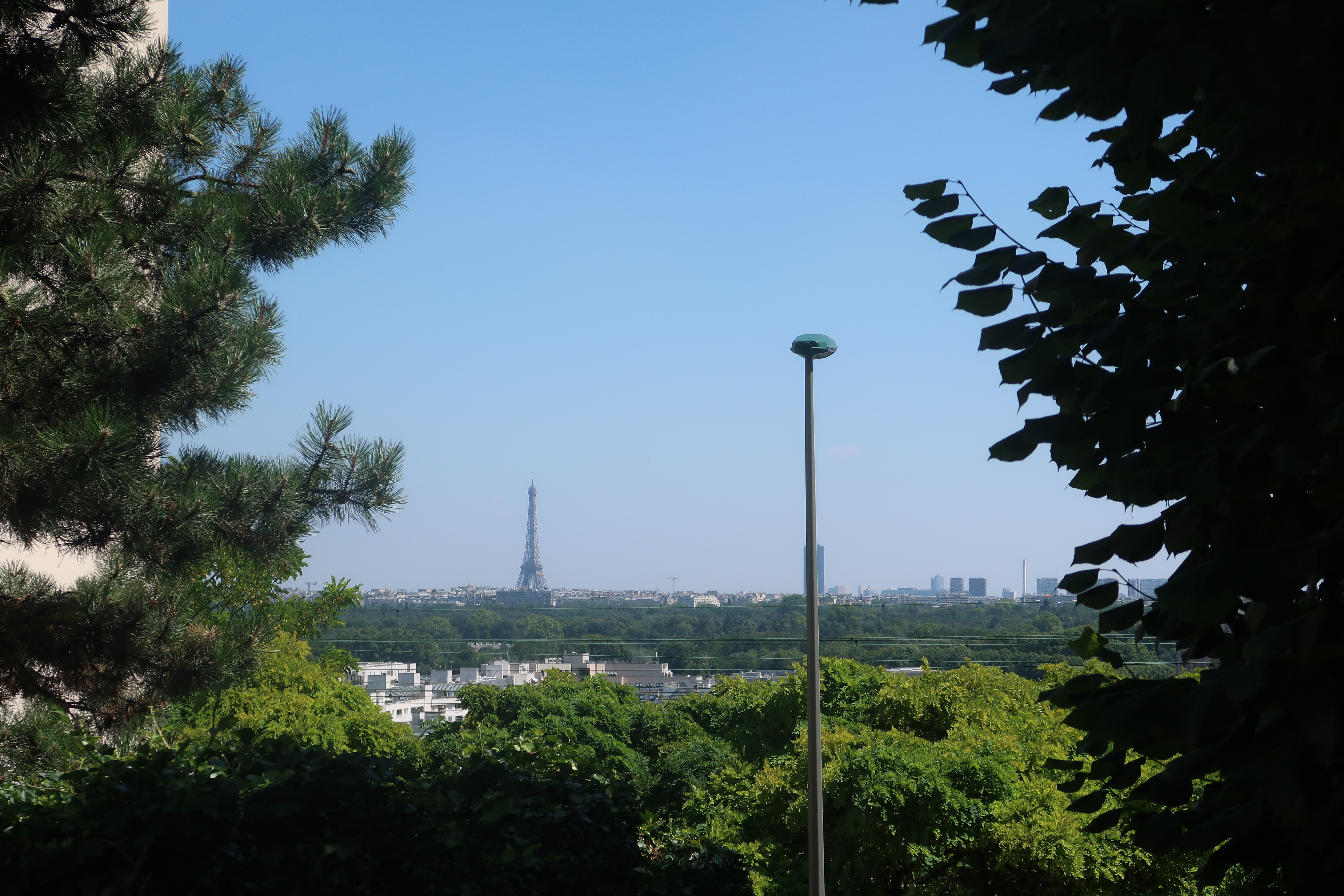
シュレンヌのパッスレール通りから見るパリ (Paris vu de Suresnes (Hauts-de-Seine), depuis la rue de la Passerelle.)

## 地理
セーヌ川左岸に位置する。北をピュトーとナンテール、南をサン＝クルー、西をリュエイユ＝マルメゾン、東をパリ16区と接する。

## 歴史

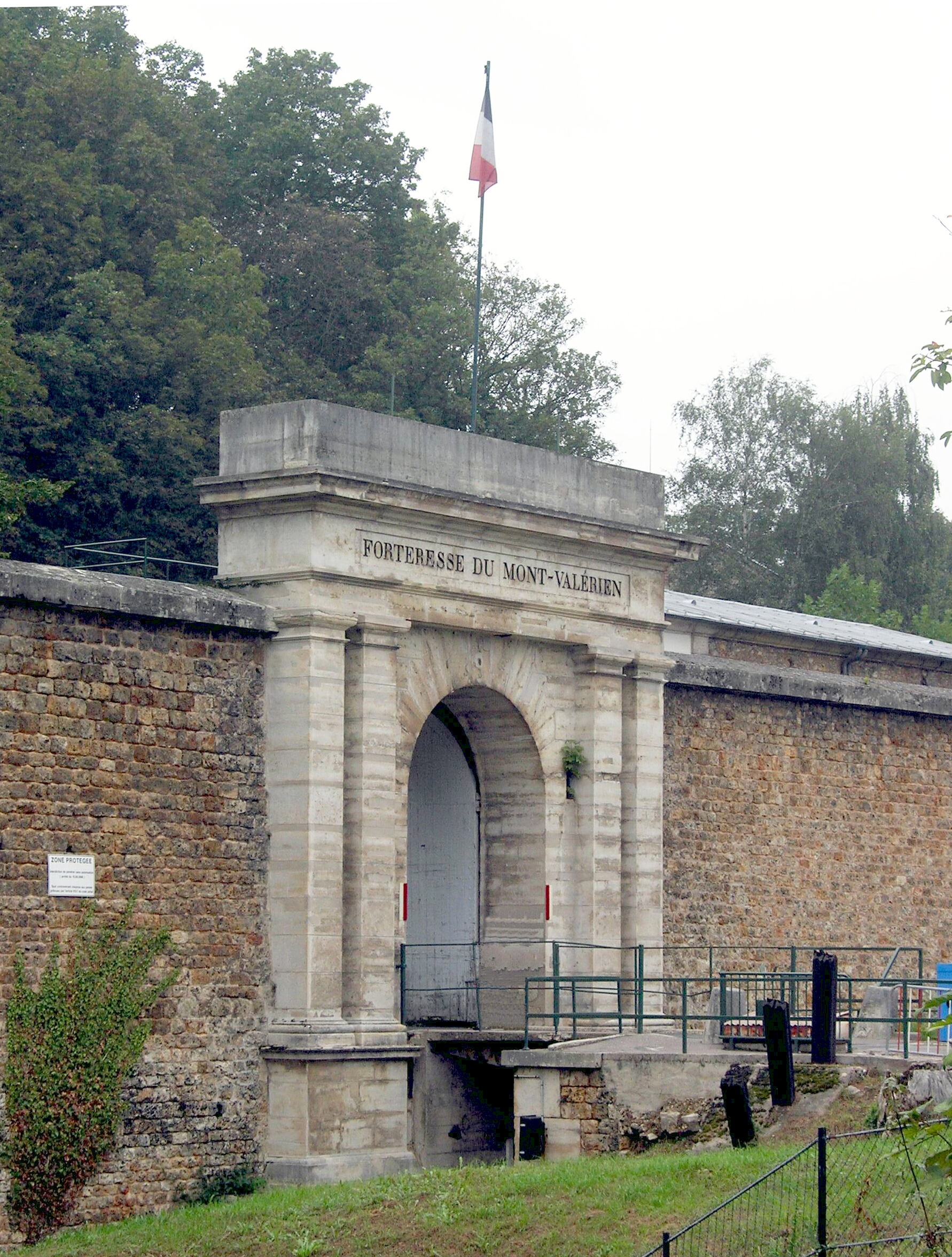
モン＝ヴァレリアン要塞

シュレンヌとはラテン語のSurisnæに由来する。
918年、シャルル単純王は、パリ伯ロベールとサン＝ジェルマン＝デ＝プレ修道院に現在のシュレンヌの土地を割り当てた。
1844年、かつての修道院跡地にモン＝ヴァレリアン要塞が建設された。
1914年に第一次世界大戦が勃発した時、シュレンヌは砲弾製造の中心となった。
アンリ・スリエが市長を務めていた1920年代、シュレンヌ田園都市が建設され、低価格住宅がつくられた。
第二次世界大戦中、モン＝ヴァレリアン要塞はドイツ軍に占領され、1000人以上の囚人や捕虜が処刑された。現在、国家によってモン＝ヴァレリアン要塞はフランス戦士記念物（fr）とされている。

## 交通
- 鉄道 - トランジリアンL線、U線、シュレンヌ-モン＝ヴァレリアン駅。トラムシュレンヌ-ロンシャン駅、ベルヴェデール駅。
- ヴェリブ - ステーションが4箇所ある

## 関係者
出身者
- エルヴェ・ティス (物理化学者)
- ヴァンサン・ペイヨン（哲学者、政治家・国民教育省大臣）
- レオス・カラックス (映画監督)
- イダ・プレスティ (作曲家)
- ナタリー・シュトゥッツマン (歌手)
- イレーヌ・ジャコブ（女優）
- ブルーノ・シェイル (サッカー選手)
- ベノワ・シェイル (サッカー選手)
- ハビブ・ベイェ (サッカー選手)

居住その他ゆかりある人物
- ジャン・ルノワール（フランス語版）（作曲家） - リュシエンヌ・ボワイエの代表歌「聞かせてよ愛の言葉を (Parlez-moi d'amour)」を作詞作曲。パリ9区生まれ、シュレンヌで死去。

## 姉妹都市
- ハノーフェルシュ・ミュンデン、ドイツ
- ホロン、イスラエル
- ハックニー・ロンドン特別区、イギリス
- クラグイェヴァツ、セルビア
- フィラッハ、オーストリア